# Achttienhoek

Regelmatige achttienhoek.

Een achttienhoek of octadecagoon (ook: octakaidecagoon) is een figuur met 18 hoeken en 18 zijden. Een regelmatige achttienhoek is een regelmatige veelhoek met n=18; de hoeken van een regelmatige achttienhoek zijn:
{\displaystyle \alpha ={\frac {(n-2)}{n}}\cdot 180^{\circ }={\frac {16}{18}}\cdot 180^{\circ }=160^{\circ }}
De oppervlakte A voor een regelmatige achttienhoek wordt gegeven door de volgende formule (met a de lengte van een zijde):
{\displaystyle A={\frac {18a^{2}}{4}}\cot {\frac {\pi }{18}}}